# Гарибальди (станция метро, Париж)
Гарибальди (фр. Garibaldi) — станция линии 13 Парижского метрополитена, расположенная в городе Сент-Уэн департамента Сен-Сен-Дени. Названа по одноимённой небольшой улице данного города (фр. Rue Garibaldi), получившей своё название в память об одном из лидеров итальянского Рисорджименто Джузеппе Гарибальди. 

## История
- Станция открылась 30 июня 1952 года в составе пускового участка линии 13 Порт-де-Сент-Уэн — Карфур-Плейель, выведшего северо-восточную ветвь линии 13 за пределы Парижа и ставшего первым пригородным участком данной линии.
- Пассажиропоток по станции по входу в 2013 году, по данным RATP, составил 3 127 029 человек (168 место по уровню входного пассажиропотока в Парижском метро)[2]

## Галерея

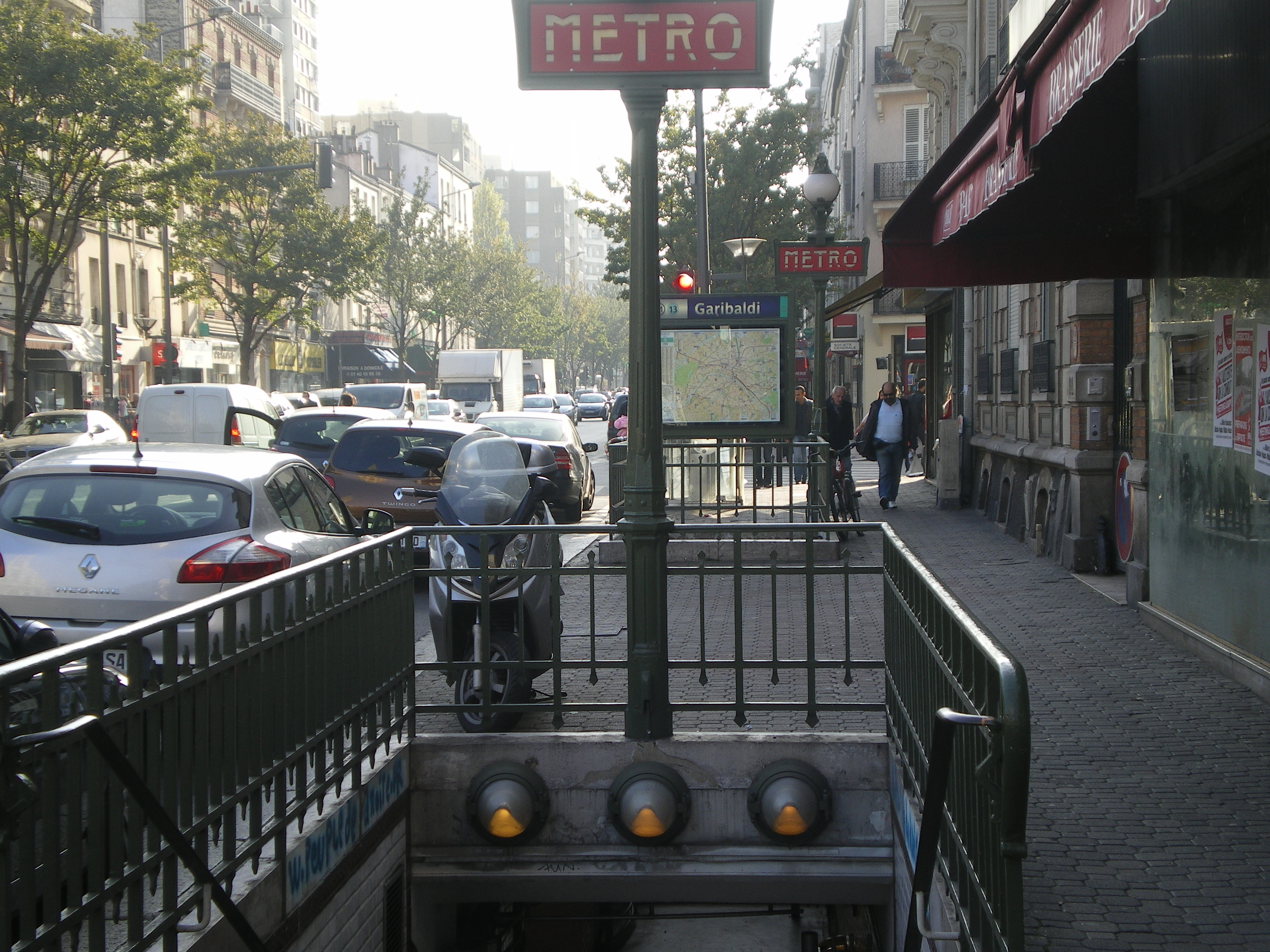
Лестичный сход
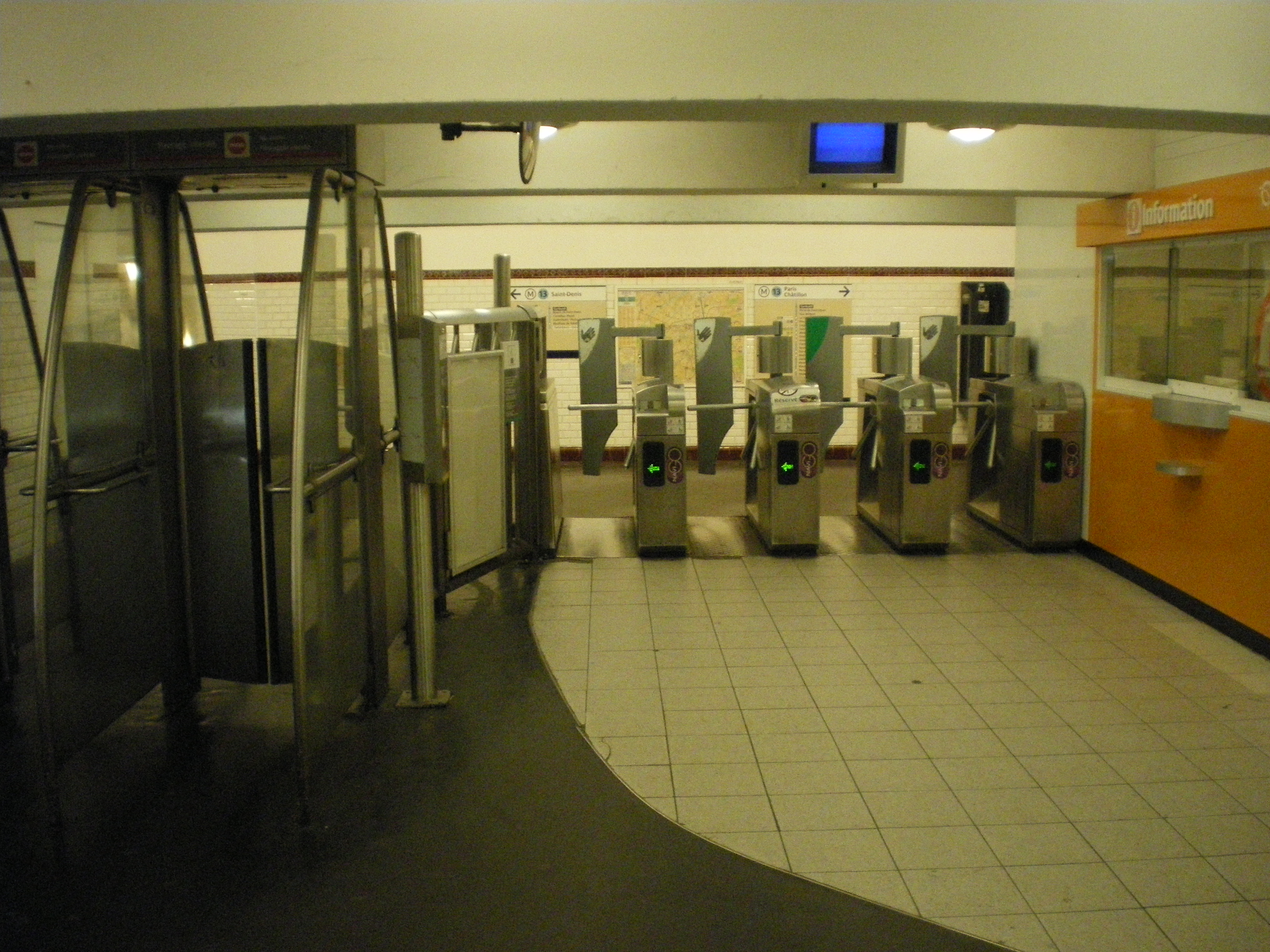
Кассовый зал